# Chawin Srichan
Chawin Srichan (thailändisch ชาวิน ศรีจันทร์, * 29. Februar 1992), auch als Beer bekannt, ist ein thailändischer Fußballspieler.

## Karriere
Chawin Srichan stand bis 2017 beim Kasetsart FC unter Vertrag. Wo er vorher gespielt hat, ist unbekannt. Der Verein aus der thailändischen Hauptstadt Bangkok spielte in der zweiten Liga. 2018 wechselte er zum Viertligisten Muang Loei United FC. Am Ende der Saison feierte er mit dem Verein aus Loei die Meisterschaft der North/Eastern Region. Mitte 2019 schloss er sich dem Zweitligisten Nongbua Pitchaya FC aus Nong Bua Lamphu an. Für Nongbua stand er achtmal in der zweiten Liga auf dem Spielfeld. Nach der Saison verließ er Nongbua und unterschrieb einen Vertrag beim Udon United FC. Mit dem Verein spielte er zuletzt in der dritten Liga. Am Ende der Saison wurde er mit Udon Meister der North/Eastern Region. In den Aufstiegsspielen zur zweiten Liga konnte man sich nicht durchsetzen. Zur Saison 2021/22 unterschrieb er einen Vertrag beim Zweitligisten Lampang FC. Sein Zweitligadebüt für den Verein aus Lampang gab Chawin Thirawatsri am 4. September 2021 (1. Spieltag) im Heimspiel gegen den Zweitligaaufsteiger Muangkan United FC. Hier stand er in der Startelf und wurde in der Nachspielzeit gegen Wichit Tanee ausgewechselt. Am Ende der Saison 2021/22 wurde er mit Lampang Tabellenvierter und qualifizierte sich für die Aufstiegsspiele zur ersten Liga. Hier konnte man sich gegen den Trat FC durchsetzen und stieg in die erste Liga auf. Nach einer Saison Erstklassigkeit musste er mit Lampang am Ende der Saison als Tabellenletzter wieder den Weg in die zweite Liga antreten. Nach dem Abstieg verließ er Lampang und schloss sich in der Sommerpause 2023 dem ebenfalls aus der ersten Liga abgestiegenen Nongbua Pitchaya FC an. Am Ende der Saison 2023/24 wurde er mit dem Klub aus Nong Bua Lamphu Vizemeister und stieg in die erste Liga auf. Am Ende der Saison 2024/25 belegte er mit Nongbua den 14. Tabellenplatz und musste somit wieder in die zweite Liga absteigen. Im Juli 2025 wechselte er auf Leihbasis zum Drittligisten Muang Loei United FC. Mit dem Verein aus Loei spielt er in der North/Eastern Region der Liga.

## Erfolge
Udon United FC
- Thai League 3 – North/East: 2020/21

Nongbua Pitchaya FC
- Thailändischer Zweitligameister: 2023/24  ▲